# Karel Josef z Paaru
Karel Josef hrabě z Paaru německy Karl Joseph von Paar (20. května 1654 - 12. května 1725 Vídeň) byl česko-rakouský šlechtic z rodu Paarů. Zastával vysoké dvorské úřady za panování císařů Leopolda I. a Josefa I., mezi nimiž byl úřad tajného rady, císařského komorníka a dvorního říšského generálního poštmistra.  

## Život
Narodil se jako syn Karla z Paaru († 1661) a jeho manželky baronky Františky Polyxeny ze Švamberka, dcery Jana Viléma II. ze Švamberka.
Vítal císaře Karla VI. na cestě za svými novými akvizicemi v severní Itálii. Doprovázel také budoucího císaře na korunovaci ve Frankfurtu, která se konala 22. prosince 1711. V následujícím roce mu byl udělen Řád zlatého rouna. 
V roce 1722 předal správu pošt dvorské komoře. Směl si však ponechat titul, přičemž mu byl přiznán doživotní důchod 80 000 florénů. Vlastnil i cennou sbírku starých mincí, kterou od něho císař Karel VI. odkoupil. Sbírka byla uložena ve zvláštní místnosti v nově postavené dvorní knihovně společně s císařským pokladem.
Za své zásluhy byl jmenován rytířem Řádu zlatého rouna.

## Rodina
Dne 4. května 1678 se hrabě Paar oženil s hraběnkou Marií Renatou ze Šternberka (1658 - 17. února 1724), dcerou Adolfa Vratislava ze Šternberka. Pár měl několik dětí:
- Marie Terezie (3. června 1683 - 30. června 1765)

⚭ 1700 hrabě Jan Josef z Trauttmansdorffu (7. srpna 1676 - 20. dubna 1713)
⚭ hrabě Leopold z Rottalu († 1724)
- Jan Adam (7. listopadu 1680 - 5. dubna 1737) ⚭ 1703 hraběnka Marie Josefa Antonie z Oettingen-Spielbergu (17. ledna 1686 - 22. března 1771)
- Jan Leopold Juda Tadeáš Desiderius Adam (23. května 1693 - 25. června 1741) ⚭ 2. června 1715 hraběnka Marie Terezie ze Šternberka († 29. března 1761)